# مردم تبتی
مردم تبتی (انگلیسی: Tibetan people) یک گروه قومی است که بیش از ۷٬۸۰۰٬۰۰۰ نفر جمعیت دارند. بیشتر آنان در منطقه خودمختار تبت در چین و در هند، نپال و بوتان زندگی می‌کنند ولی اقلیت‌های قابل توجهی نیز در ایالات متحده آمریکا و کانادا و … ساکن هستند.
مردم تبتی به زبان تبتی (تبت: བོད་ སྐད ་.) که یک خوشه از زبان چینی-تبتی است، تکلم دارند. مردم تبتی در سراسر یک منطقه گسترده‌ای از آسیای مرکزی شرق زندگی می‌کنند و از جمله فلات تبت و شبه قاره هند شمالی را شامل می‌شوند. تبتی‌ها دارای دین بودیسم تبتی هستند و ادبیات بودایی در آنها رایج می‌باشد.

## جمعیت‌شناسی

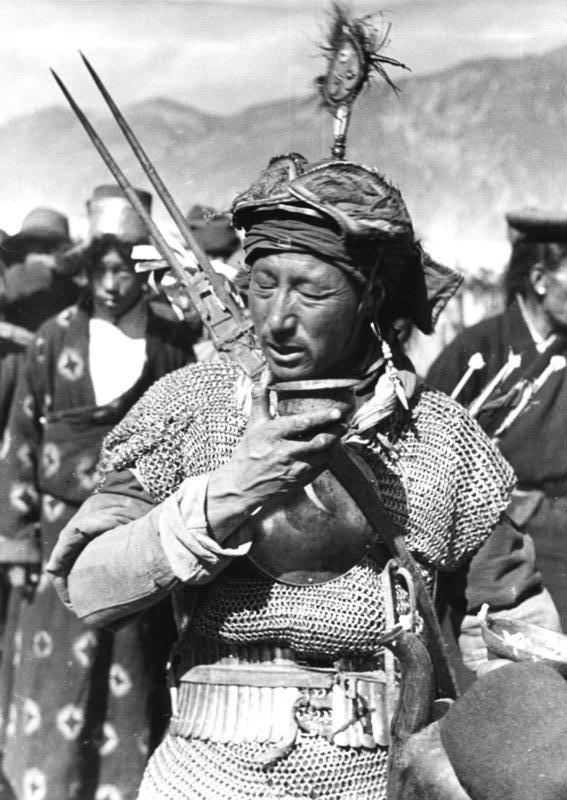
یک جنگجوی تبتی جوشن به تن

بر پایه سرشماری ۲۰۱۴ حدود ۷٫۵ میلیون نفر در منطقه خودمختار تبت، ده منطقه خودمختار چین، و شهرهای گانسو، چینگهای و سیچوآن چین تبتی هستند.

## زبان
زبان تبتی که از خانواده زبان‌های چینی-تبتی است توسط ۸ میلیون نفر صحبت می‌شود که اکثر آن‌ها مردمان تبتی هستند.